# Nick Boynton
Nicholas Carl Boynton (*14. ledna 1979 Nobleton, Kanada) je bývalý kanadský hokejový obránce.

## Ocenění a úspěchy
- 1996 OHL – První All-Rookie Tým
- 1999 CHL – Memorial Cup All-Star Tým
- 1999 CHL – Stafford Smythe Memorial Trophy
- 2002 NHL – All-Rookie Tým
- 2004 NHL – All-Star Game

## Prvenství
- Debut v NHL – 1. dubna 2000 (Boston Bruins proti New York Rangers)
- První gól v NHL – 4. října 2001 (Boston Bruins proti Mighty Ducks of Anaheim)
- První asistence v NHL – 27. listopadu 2001 (Boston Bruins proti Tampa Bay Lightning)

## Klubové statistiky
| Sezona       | Klub                | Soutěž       | Základní část | Základní část | Základní část | Základní část | Základní část | Play off | Play off | Play off | Play off | Play off |
| Sezona       | Klub                | Soutěž       | Z             | G             | A             | B             | TM            | Z        | G        | A        | B        | TM       |
| ------------ | ------------------- | ------------ | ------------- | ------------- | ------------- | ------------- | ------------- | -------- | -------- | -------- | -------- | -------- |
| 1995/1996    | Ottawa 67's         | OHL          | 64            | 10            | 14            | 24            | 90            | 4        | 0        | 3        | 3        | 10       |
| 1996/1997    | Ottawa 67's         | OHL          | 63            | 13            | 51            | 64            | 143           | 24       | 4        | 24       | 28       | 38       |
| 1997/1998    | Ottawa 67's         | OHL          | 40            | 7             | 31            | 38            | 94            | 13       | 0        | 4        | 4        | 24       |
| 1998/1999    | Ottawa 67's         | OHL          | 51            | 11            | 48            | 59            | 83            | 9        | 1        | 9        | 10       | 18       |
| 1999/2000    | Providence Bruins   | AHL          | 53            | 5             | 14            | 19            | 66            | 12       | 1        | 0        | 1        | 6        |
| 1999/2000    | Boston Bruins       | NHL          | 5             | 0             | 0             | 0             | 0             | —        | —        | —        | —        | —        |
| 2000/2001    | Providence Bruins   | AHL          | 78            | 6             | 27            | 33            | 105           | 17       | 0        | 2        | 2        | 35       |
| 2000/2001    | Boston Bruins       | NHL          | 1             | 0             | 0             | 0             | 0             | —        | —        | —        | —        | —        |
| 2001/2002    | Boston Bruins       | NHL          | 80            | 4             | 14            | 18            | 107           | 6        | 1        | 2        | 3        | 8        |
| 2002/2003    | Boston Bruins       | NHL          | 78            | 7             | 17            | 24            | 99            | 5        | 0        | 1        | 1        | 4        |
| 2003/2004    | Boston Bruins       | NHL          | 81            | 6             | 24            | 30            | 98            | 7        | 0        | 2        | 2        | 2        |
| 2004/2005    | Nottingham Panthers | EIHL         | 9             | 1             | 3             | 4             | 4             | 6        | 1        | 2        | 3        | 22       |
| 2005/2006    | Boston Bruins       | NHL          | 54            | 5             | 7             | 12            | 93            | —        | —        | —        | —        | —        |
| 2006/2007    | Phoenix Coyotes     | NHL          | 59            | 2             | 9             | 11            | 138           | —        | —        | —        | —        | —        |
| 2007/2008    | Phoenix Coyotes     | NHL          | 79            | 3             | 9             | 12            | 125           | —        | —        | —        | —        | —        |
| 2008/2009    | Florida Panthers    | NHL          | 68            | 5             | 16            | 21            | 91            | —        | —        | —        | —        | —        |
| 2009/2010    | Anaheim Ducks       | NHL          | 42            | 1             | 6             | 7             | 59            | —        | —        | —        | —        | —        |
| 2009/2010    | Manitoba Moose      | AHL          | 9             | 0             | 4             | 4             | 4             | —        | —        | —        | —        | —        |
| 2009/2010    | Rockford IceHogs    | AHL          | 6             | 0             | 1             | 1             | 18            | —        | —        | —        | —        | —        |
| 2009/2010    | Chicago Blackhawks  | NHL          | 7             | 0             | 1             | 1             | 12            | 3        | 0        | 0        | 0        | 2        |
| 2010/2011    | Chicago Blackhawks  | NHL          | 41            | 1             | 7             | 8             | 36            | —        | —        | —        | —        | —        |
| 2010/2011    | Philadelphia Flyers | NHL          | 10            | 0             | 0             | 0             | 4             | —        | —        | —        | —        | —        |
| Celkem v NHL | Celkem v NHL        | Celkem v NHL | 605           | 34            | 110           | 144           | 862           | 21       | 1        | 5        | 6        | 16       |

## NHL All-Star Game
| Rok               | Tým               |                   | G | A | B |
| ----------------- | ----------------- | ----------------- | - | - | - |
| 2004              | Východ            | 0                 | 0 | 0 |   |
| Celkem v All-Star | Celkem v All-Star | Celkem v All-Star | 0 | 0 | 0 |